# José de Jesús Núñez Viloria
José de Jesús Núñez Viloria (* 2. Januar 1938 in Betijoque, Bundesstaat Trujillo; † 3. Juli 2024 in Ciudad Bolívar) war ein venezolanischer Geistlicher und römisch-katholischer Bischof von Ciudad Guayana.

## Leben
José de Jesús Núñez Viloria besuchte das Kleine Seminar San Buenaventura in Mérida. Anschließend studierte er Philosophie und Katholische Theologie am Priesterseminar Santa Rosa de Lima. Am 12. August 1962 empfing er das Sakrament der Priesterweihe für das Bistum Trujillo. Danach war Núñez Viloria als Rektor des Kleinen Seminars des Bistums Trujillo und als Pfarrer der Kathedrale Nuestra Señora de la Paz in Trujillo tätig.
Papst Johannes Paul II. ernannte ihn am 8. Januar 1982 zum Titularbischof von Cenae und zum Weihbischof in Ciudad Bolívar. Die Bischofsweihe spendete ihm der Bischof von Trujillo, José Léon Rojas Chaparro, am 19. März desselben Jahres in der Kathedrale Nuestra Señora de la Paz in Trujillo; Mitkonsekratoren waren Crisanto Darío Mata Cova, Erzbischof von Ciudad Bolívar, und Miguel Antonio Salas Salas CIM, Erzbischof von Mérida. Als Weihbischof war Núñez Viloria zudem Domdechant an der Kathedrale Santo Tomás in Ciudad Bolívar und Vorsitzender des Diözesanpastoralrats des Erzbistums Mérida.
Am 13. Januar 1987 bestellte ihn Johannes Paul II. zum Bischof von Ciudad Guayana. Im vierten Jahr seines Episkopats bot er überraschend seinen Rücktritt an, der vom Papst am 21. Juli 1990 angenommen wurde. Anschließend kehrte er in seine Heimat Trujillo zurück, wo er als Emeritus in Valera lebte und 2012 sein goldenes Priesterjubiläum beging. Im Oktober 1999 reiste er mit einer Pilgergruppe nach Međugorje und äußerte sich positiv über das religiöse Leben an dem Erscheinungsort.
Núñez Viloria starb im Juli 2024 im Seniorenheim San Vicente de Paul in Ciudad Bolívar.